# سلامة النظام
سلامة النظام أو مصدر خطر أو مخاطرة مفهوم يدعو إلى وضع استراتيجية لإدارة المخاطر تستند إلى تحديد المخاطر وتحليلها وتطبيق الضوابط العلاجية باستخدام نهج قائم على النظم. يختلف هذا عن استراتيجيات السلامة التقليدية التي تعتمد على التحكم في ظروف وأسباب وقوع حادث يعتمد إما على التحليل الوبائي أو كنتيجة للتحقيق في حوادث فردية سابقة. يعد مفهوم أمان وسلامة النظام مفيداً في إثبات كفاية وكفاءة التقنيات عندما تواجه الصعوبات، حيث أنه يساعد في تحليل المخاطر المحتملة. المبدأ الأساسي في عمليات سلامة النظام هو مبدأ التآزر: (العنصر الكلي المتكامل هو أكبر من مجموعة أجزاء مترابطة). يتطلب النهج القائم على نظم السلامة تطبيق المهارات العلمية والتقنية والإدارية لتحديد المخاطر وتحليل المخاطر والقضاء عليها أو السيطرة عليها أو إدارتها طوال دورة حياة النظام أو البرنامج أو المشروع أو النشاط أو المنتج. " Hazop" هي واحدة من العديد من التقنيات المتاحة لتحديد المخاطر.

## منهجية النظام
يتم تعريف النظام على أنه مجموعات أو مجموعة من العناصر أو الأجزاء المتفاعلة أو المترابطة أو المتصلة، والتي يتم تنظيمها وتكاملها لتشكيل وحدة جماعية أو وحدة موحدة، وذلك بغرض تحقيق هدف مشترك. يركز هذا التعريف على التفاعلات بين أجزاء النظام والبيئة الخارجية لأداء مهمة أو وظيفة محددة في سياق بيئة تشغيلية. هذا التركيز على التفاعلات هو إلقاء نظرة على الطلبات (المدخلات) المتوقعة أو غير المتوقعة التي سيتم وضعها في النظام ومعرفة ما إذا كانت الموارد الضرورية والكافية متاحة لمعالجة الطلبات هذه. ويمكن تصور هذه الطلبات كشكل من أشكال الضغوطات. يمكن توقع هذه الضغوطات، كجزء من العمليات العادية أو غير المتوقعة، كجزء من الأفعال غير المتوقعة أو الظروف التي تنتج ضغوطاً غير طبيعية (أي غير بديهة). لذلك، لا يشمل هذا التعريف للنظام المنتج أو العملية فحسب، بل يشمل أيضاً التأثيرات التي قد تحدثها البيئة المحيطة (بما في ذلك التفاعلات البشرية) على أداء أمان وسلامة المنتج أو العملية. على العكس، تأخذ سلامة النظام في الاعتبار أيضاً تأثيرات النظام على البيئة المحيطة به. وبالتالي، يصبح التعريف والإدارة الصحيحين للواجهات مهمين للغاية. التعريفات الأوسع للنظام هي الأجهزة والبرمجيات وتكامل النظم البشرية والإجراءات والتدريب. لذلك، ينبغي أن تتناول وتتفاعل سلامة النظام كجزء من عملية هندسة النظم بشكل منهجي في جميع هذه المجالات والمجالات في الهندسة، وتكون حينئذٍ سلامة العمليات تتم بطريقة منسقة لمنع المخاطر والقضاء عليها والسيطرة عليها.
لذلك، يحتوي «النظام» على تعريف ضمني وصريح للحدود التي تطبق عليها العملية المنهجية لتحديد المخاطر وتحليل المخاطر والتحكم فيها، ويمكن للنظام أن يتراوح في تعقيده من مركبة فضائية مأهولة إلى أداة آلية مستقلة. يساعد مفهوم السلامة مصمم (مصممي) النظام في تحليل المخاطر واكتساب الوعي بها وفهمها والقضاء عليها، وتطبيق الضوابط لتحقيق مستوى مقبول من السلامة، ويعتبر اتخاذ القرارات غير الفعالة في مسائل السلامة الخطوة الأولى في التسلسل والتدفق الخطير للأحداث في نموذج "Swiss Cheese Model" لأسباب الحوادث.
تلعب الاتصالات المتعلقة بمخاطر النظام دوراً مهماً في تصحيح تصورات المخاطر عن طريق إنشاء وتحليل وفهم نموذج المعلومات لإظهار العوامل التي تُخلق والسيطرة على الخطورة العملية. بالنسبة لأي نظام أو منتج أو خدمة تقريباً، فإن الوسيلة الأكثر فعالية للحد من مسؤولية المنتج ومخاطر الحوادث هي تنفيذ وظيفة أمان نظام منظمة، تبدأ في مرحلة التصميم المفاهيمي وتستمر حتى تطويرها وتصنيعها واختبارها وإنتاجها واستخدامها والتخلص النهائي منها. الهدف من مفهوم سلامة النظام هو الحصول على تأكيدات بأن النظام والوظائف المرتبطة به يتصرفان بأمان ويعملان بشكل آمن. هذا التأكيد ضروري. أحدث التقدم التقني في الماضي آثاراً إيجابية وسلبية.

### تحليل السبب الجذري
تحدد عمليات تحليل السبب الجذري مجموعة الأسباب المتعددة التي قد تؤدي معاً إلى وقوع حادث محتمل. تم استنباط تقنيات السبب الجذري بنجاح من تخصصات أخرى وتكييفها لتلبية احتياجات مفهوم أمان النظام، ومن أبرز الأمثلة على عمليات تحليل السبب الجذري هو مفهوم «بنية الشجرة» ويمكن استخدام هذا المثل في تحليل الأعطال وتمثيلها كشجرة بجذورها. كانت عمليات تحليل السبب الجذري في الأصل تقنية هندسية. يمكن تصنيف تقنيات تحليل السبب الجذري إلى مجموعتين وهما: (أ) - تقنيات الأشجار، و (ب) - فحص الطرق القائمة. وبالمناسبة، هناك العديد من تقنيات التحليل السببي الجذري، مثل تحليل الرقابة الإدارية وشجرة المخاطر (MORT). والبعض الآخر هو تحليل عوامل الحدث والسببية (ECFA) وتسلسل الأحداث متعددة الخطوط وتسلسل الأحداث المحددة بالتسلسل ونظام تحليل السبب الجذري كنهر سافانا.

## استخدامها في المجالات الأخرى

### هندسة السلامة
تصف هندسة السلامة أو كما تسمى أحياناً بـ هندسة الوقاية، بعض الطرق المستخدمة في الصناعات النووية وغيرها. تركز تقنيات هندسة السلامة التقليدية على عواقب الخطأ البشري ولا تحقق في مسببات أو أسباب حدوث الخطأ البشري. يمكن تطبيق مفهوم سلامة النظام على هذا المجال التقليدي للمساعدة في تحديد مجموعة الشروط للتشغيل الآمن للنظام. تتطلب الأنظمة الحديثة والأكثر تعقيداً في المجال العسكري وفي إدارة الطيران ووكالة الفضاء الأمريكي (NASA) والتطبيقات وأجهزة التحكم في الحاسب تحليلات وظيفية للمخاطر ومجموعة من المواصفات التفصيلية على جميع المستويات التي تتناول سمات السلامة لتكون متأصلة في التصميم. إن العملية التي تتبع خطة برنامج سلامة النظام، والتحليلات الأولية للمخاطر، والتقييمات الوظيفية للمخاطر وتقييمات سلامة النظام هي عبارة عن تقديم مستندات قائمة على الأدلة من شأنها أن تقود أنظمة السلامة التي يمكن الاعتماد عليها والتي ستعطل في الدعاوى القضائية.
ينصب التركيز الأساسي لأي خطة لسلامة النظام وتحليل المخاطر وتقييم السلامة على تنفيذ عملية شاملة للتنبؤ أو تحديد السلوك التشغيلي لأي حالة من حالات الفشل الحرجة في السلامة أو حالة حدوث مشكلة أو خطأ بشري يمكن أن يؤدي إلى حدوث خطر وسوء استخدام محتمل. يستخدم هذا للتأثير على متطلبات قيادة استراتيجيات التحكم وخصائص السلامة في شكل ميزات تصميم السلامة أو أجهزة السلامة لمنع مخاطر السلامة (التخفيف) والقضاء عليها. في الماضي البعيد، كانت المخاطر محوراً للأنظمة البسيطة للغاية، ولكن مع تقدم التقنية والتعقيد في سبعينيات وثمانينيات القرن العشرين، تم اختراع أساليب وتقنيات أكثر حداثة وفعالية باستخدام الأساليب الشاملة. طرق ومعايير سلامة النظام الحديثة تعتبر شاملة وتتعلق وتستند إلى المخاطر، وتستند إلى المتطلبات، وتستند وتتصل إلى المعايير الوظيفية والمعايير المستندة إلى الأهداف المهيكلة بهدف تقديم أدلة هندسية للتحقق من وظائف السلامة، وهي مخاطر حتمية ومقبولة في بيئة التشغيل المقصودة.
تتطلب الأنظمة المكثفة بالبرمجيات التي تتولى التحكم في الوظائف الحساسة للسلامة والتحكم فيها ومراقبتها تحليلات شاملة لسلامة البرامج للتأثير على متطلبات التصميم التفصيلية، لا سيما في الأنظمة الأكثر استقلالية أو الآلية التي لا يتدخل فيها المشغل أو المراقب إلا قليلاً. تتطلب أنظمة الأنظمة، مثل الطائرات العسكرية الحديثة أو السفن المقاتلة الحربية ذات الأجزاء والأنظمة المتعددة ذات التكامل المتعدد، واندماج المستشعر، والشبكات والأنظمة القابلة للتشغيل البيني الكثير من الشراكة والتنسيق مع العديد من الموردين والبائعين المسؤولين عن ضمان السلامة، وهي سمة حيوية مخطط لها في النظام العام.

### سلامة نظام الأسلحة
يعد مفهوم "Weapon System Safety" تطبيقاً مهماً لمجالات أمان النظام، نظراً للآثار المدمرة المحتملة لفشل النظام أو عطله. من شأن اتخاذ موقف صحي متشكك تجاه النظام، عندما يكون في مرحلة تحديد المتطلبات ومرحلة لوحة الرسم، من خلال إجراء تحليلات وظيفية للمخاطر، أن يساعد في التعرف على العوامل التي تخلق المخاطر والتخفيفات التي تتحكم في المخاطر. عادةً ما يتم تنفيذ عملية صارمة رسمياً كجزء من هندسة النظم للتأثير على التصميم وتحسين الموقف قبل أن تضعف المشاكل والأخطاء دفاعات النظام وتسبب الحوادث.
عادةً، تختلف أنظمة الأسلحة المتعلقة بالسفن والمركبات البرية والصواريخ الموجهة والطائرات في المخاطر والآثار؛ حيث أن بعضها متأصل، مثل المتفجرات، وبعضها يتم إنشاؤه بسبب بيئات التشغيل المحددة (كما هو الحال، على سبيل المثال، الطائرة التي تدعم الطيران). في صناعة الطائرات العسكرية، يتم تحديد المهام الحرجة للسلامة، ويتم تحليل بنية التصميم الشاملة للأجهزة والبرامج وتكامل الأنظمة البشرية بشكل شامل ويتم اشتقاق متطلبات السلامة الصريحة وتحديدها أثناء عملية تحليل المخاطر المؤكدة لإنشاء ضمانات لضمان عدم فقدان الوظائف الأساسية، أو قد تعمل بشكل صحيح بطريقة يمكن التنبؤ بها. يعد إجراء تحليلات شاملة للمخاطر وتحديد أخطاء موثوقة وظروف الفشل وتأثيرات المساهمة والعوامل السببية التي يمكن أن تسهم في حدوث المخاطر أو تسببها جزءًا أساسياً من عملية هندسة النظم.
يجب اشتقاق متطلبات السلامة الواضحة وتطويرها وتنفيذها والتحقق منها مع أدلة السلامة الموضوعية ووثائق السلامة الوافية التي تبين الاجتهاد اللازم. تتطلب الأنظمة شديدة التعقيد في البرامج والتي تحتوي على العديد من التفاعلات المعقدة التي تؤثر على وظائف السلامة الهامة تخطيطاً واسعاً ودراية خاصة في كيفية استخدام الأدوات التحليلية والنماذج الدقيقة والأساليب الحديثة والتقنيات المثبتة. وبالتالي، فإن الوقاية من الحوادث هو الهدف والغاية.

## إنظر ايضاً
- محاكاة الشبكة
- الإبلاغ عن أخطاء ويندوز

## روابط خارجية
- مركز السلامة البحرية نسخة محفوظة 13 أكتوبر 1999 على موقع واي باك مشين.
- نشاط السلامة والأمن البحري نسخة محفوظة 8 أكتوبر 2008 على موقع واي باك مشين.
- FAA كتيب سلامة النظام